# Hans Heinrich Müller

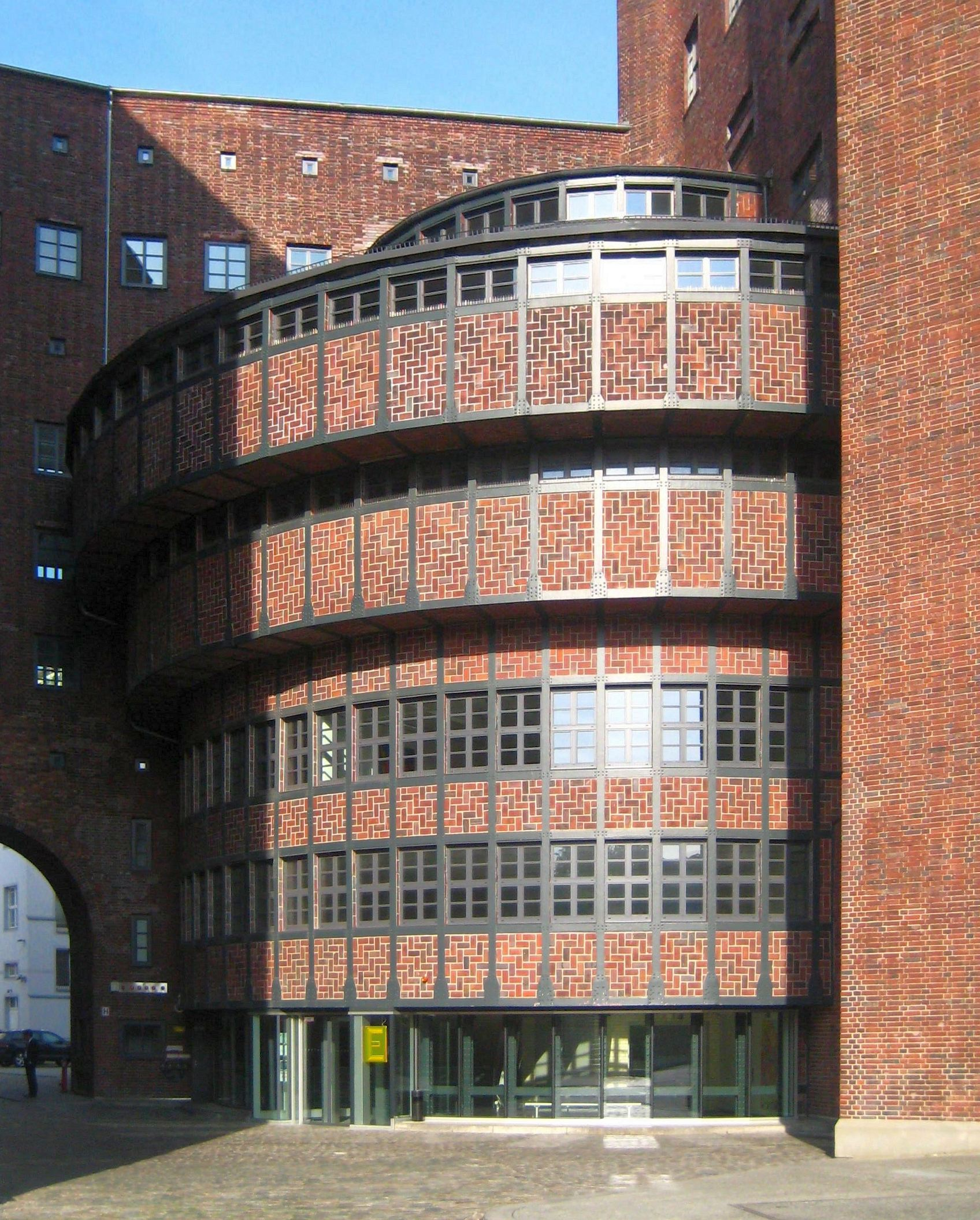
Wartengebäude des ehemaligen Umspannwerks Buchhändlerhof in Berlin-Mitte (heute E-Werk)

Hans Heinrich Müller (* 20. April 1879 in Grätz, Provinz Posen; † 7. Dezember 1951 in Berlin) war ein deutscher Architekt.

## Leben

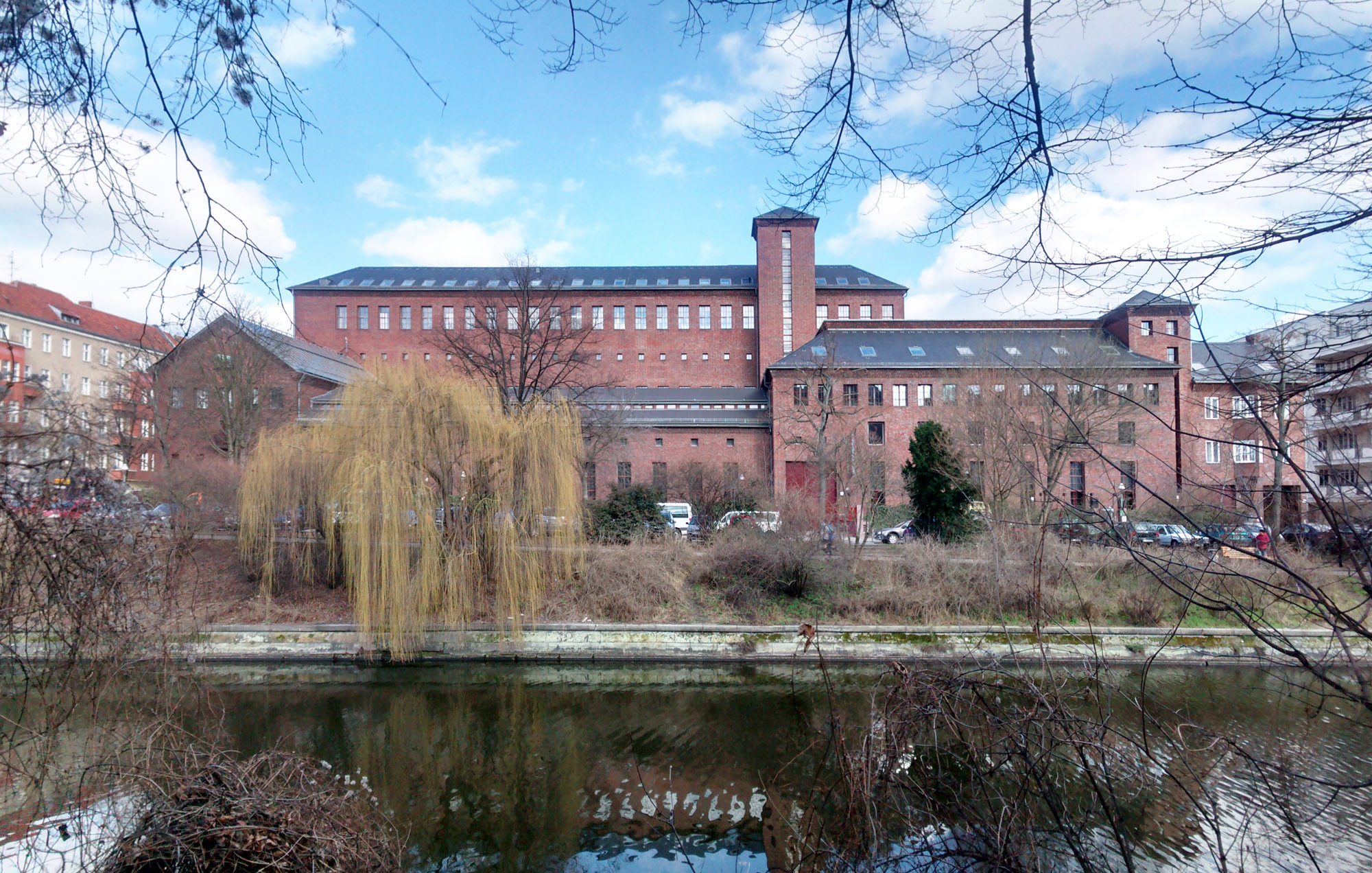
denkmalgeschütztes ehemaliges Umspannwerk am Paul-Lincke-Ufer

Nach dem Abitur und einem Praktikum im Eisenbahn-Ausbesserungswerk Breslau schrieb sich Müller im Herbst 1898 für das Studienfach Maschinenbau an der Technischen Hochschule (Berlin-)Charlottenburg ein. Nach einem Semester entschied er sich jedoch für ein Architektur-Studium, das er 1903 abschloss. Er strebte eine Tätigkeit im öffentlichen Dienst an und arbeitete als Regierungsbauführer (Baureferendar) sowohl in der staatlichen Bauverwaltung als auch im privaten Architekturbüro von Alfred Breslauer und Paul Salinger in Berlin. Nach bestandenem 2. Staatsexamen erhielt Müller eine Stelle als Regierungsbaumeister beim preußischen Kultusministerium, ging jedoch bereits kurze Zeit später als Gemeindebaumeister in die damals noch politisch selbstständige Gemeinde Steglitz. In dieser Position entwarf er gemeinsam mit dem Steglitzer Leiter der technischen Werke, Martin Rehmer, 1909/10 das Elektrizitätswerk Steglitz in Berlin-Steglitz. Müller war für die architektonische Auslegung, Rehmer für die technische Ausrüstung, verantwortlich. Mit Rehmer verband er eine lebenslange Freundschaft.
Nach der 1920 erfolgten Eingemeindung von Steglitz nach Groß-Berlin wurde die Stelle des Steglitzer Gemeindebaurates aufgelöst. Am 15. Juni 1921 wurde Müller für die Dauer von 12 Jahren von der Bezirksversammlung des Bezirkes Neukölln zum besoldeten Stadtrat gewählt. Diese Position war aber wohl nur politisch motiviert ohne das Müller überhaupt in dieser Position aktiv wurde.
Schließlich wurde Müller 1924 durch Rehmer zum Leiter der Bauabteilung der Berliner Elektrizitätswerk-Aktiengesellschaft (BEWAG) berufen. In dieser Position gestaltete er Umspannwerke und Schaltstationen der BEWAG in ganz Berlin und leistete dabei einen individuellen Beitrag zur deutschen Industriearchitektur der Zwischenkriegszeit, der spätestens seit der Buchpublikation über Müllers Schaffen 1992 (vgl. Literatur) entsprechend beachtet wird.
Wie Karl Friedrich Schinkel und Friedrich Gilly bewunderte Müller die mittelalterliche Marienburg, deren Einfluss in Bezug auf Volumenkomposition, Formensprache und Detailausbildung vielfach variiert in fast allen Gebäuden Müllers sichtbar wird. Mit großem Gespür für Details und Materialbehandlung formulierte er sich bei jeder Aufgabe neu, verfeinerte seinen eigenwilligen, bildhaften Stil, eine Mischung aus radikaler, expressiver Moderne und märkischer Backsteingotik. Sachliche Lochfassaden kontrastieren mit subtilen Dachabschlüssen, abstrakte Pfeilerfronten mit Spitzbögen, Tordurchfahrten und Türmen.
Großer Einfluss seines umfangreichen Werks ist auf zeitgenössische Berliner Architekten des Rationalismus wie Hans Kollhoff oder Petra Kahlfeldt und Paul Kahlfeldt ablesbar.
Hans Heinrich Müller war in erster Ehe mit Luise geb. Mehring († 1922) und in zweiter Ehe mit deren Schwester Susanne geb. Mehring († 1950) verheiratet, zwei Nichten des Historikers und Publizisten Franz Mehring. Müller wurde 1951 auf dem Parkfriedhof Lichterfelde in Berlin-Lichterfelde bestattet, das Grab wurde 1972 eingeebnet.

## Bauten (Auswahl)

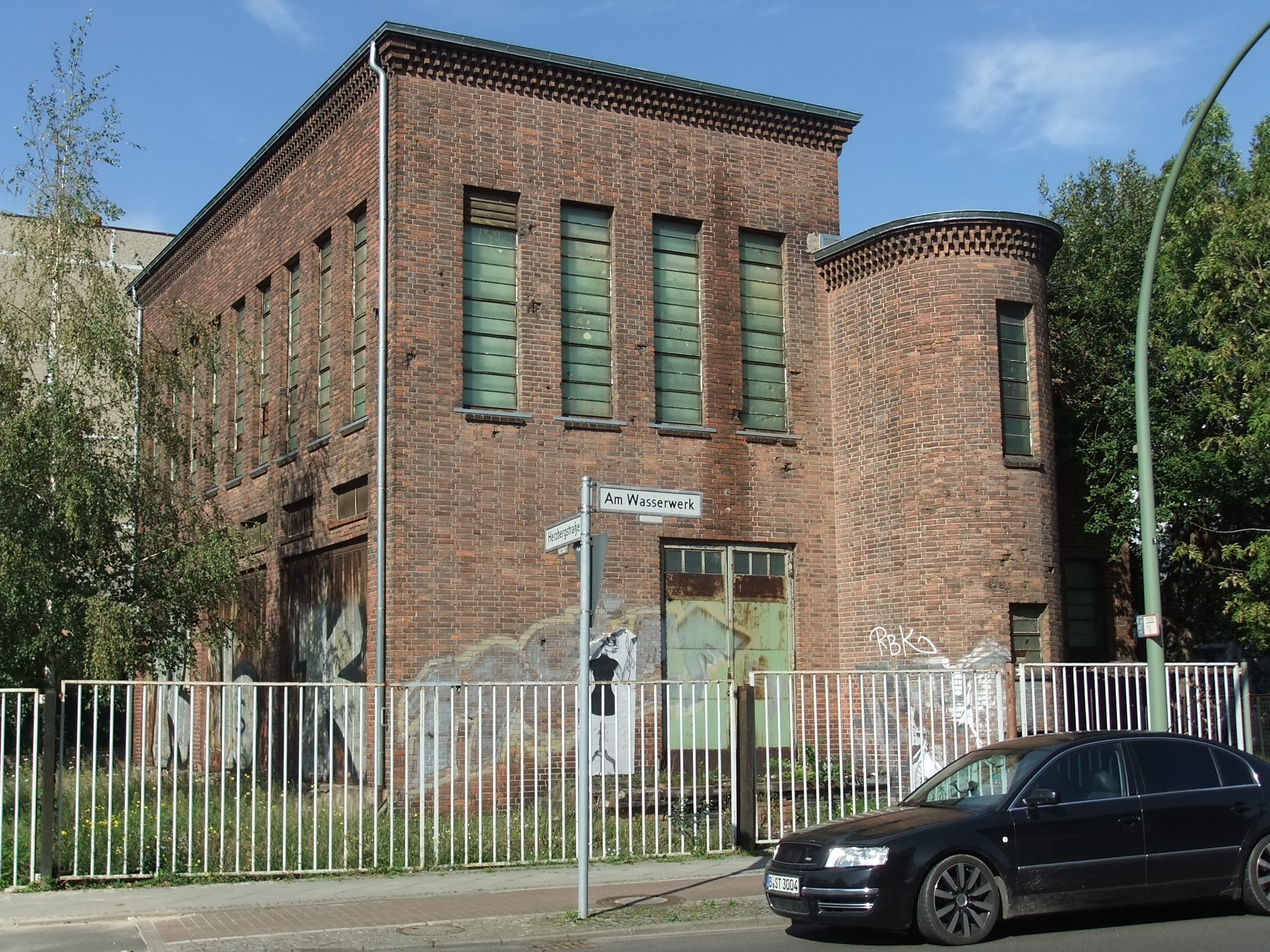
Gleichrichter- und Umspannwerk am Wasserturm in Berlin-Lichtenberg

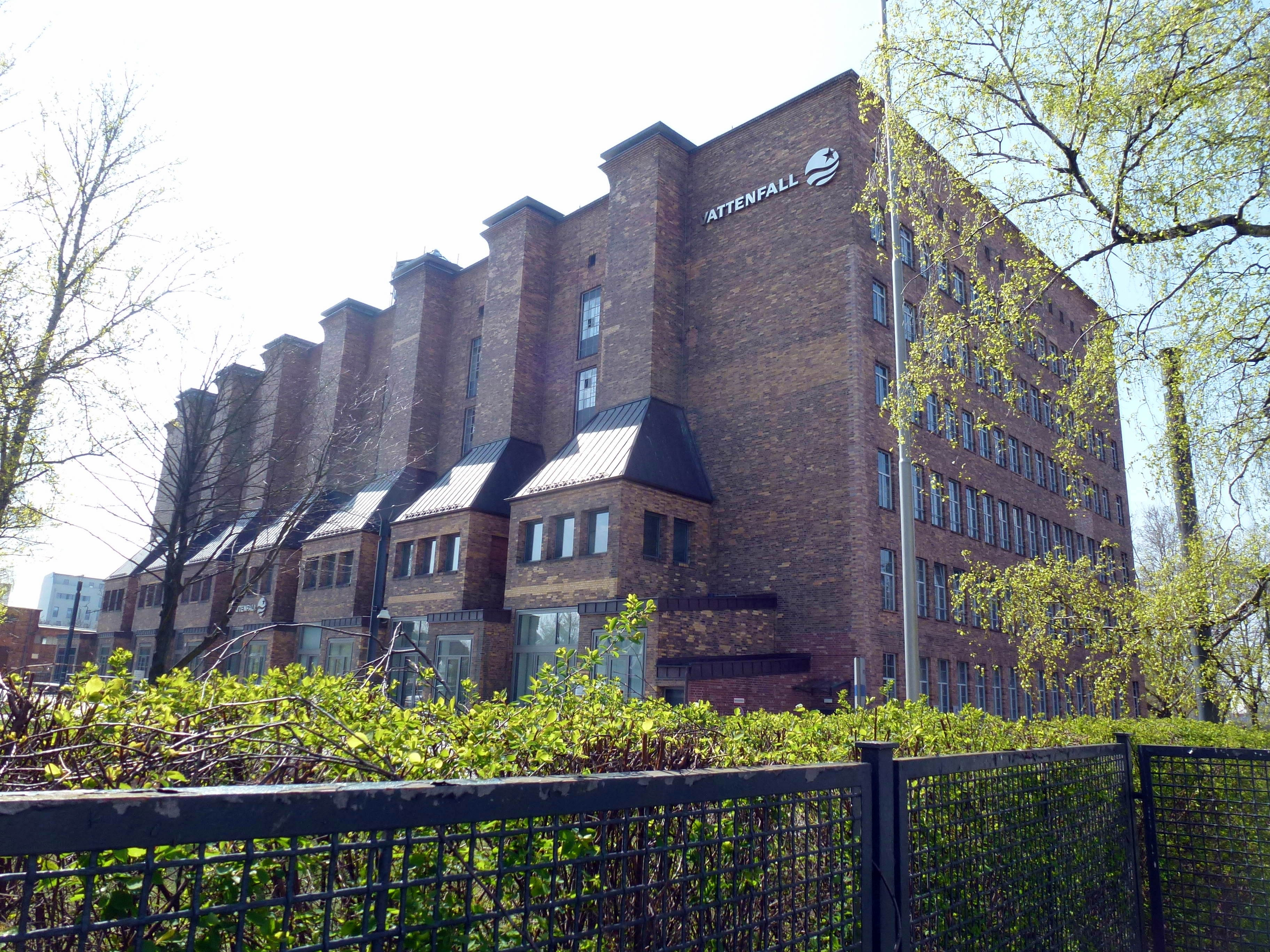
Abspannwerk Scharnhorst in Berlin-Wedding

- 1909: Gemeindedoppelschule in Berlin-Steglitz, Markusplatz
- 1909–1910: Elektrizitätswerk Steglitz in Berlin-Steglitz, Entwurf des technischen Ausbaus durch Martin Rehmer, Birkbuschstraße (am Teltowkanal)
- 1911–1912: Gemeinde-Doppelschule in Berlin-Steglitz, Gritznerstraße 21/23 (heute: Dunant-Grundschule)
- 1914–1919: Wasserturm Steglitz in Berlin-Steglitz, Bergstraße (auf dem Friedhof Steglitz)
- 1924–1926: Umspannwerk Kottbusser Ufer in Berlin-Kreuzberg, Paul-Lincke-Ufer[5]
- 1924–1928: Umspannwerk Buchhändlerhof, Wilhelmstraße 43
- 1925: eigenes Wohnhaus in Berlin-Lichterfelde, Freiwaldauer Weg 32
- 1925–1927: Umspannwerk Humboldt in Berlin-Prenzlauer Berg, Kopenhagener Straße 58–63
- 1925–1927: Umspannwerk Wilhelmsruh in Berlin-Wilhelmsruh, Kopenhagener Straße 83,89
- 1925–1929: Ab- und Umspannwerk Wittenau in Berlin-Borsigwalde, Breitenbachstraße 32
- 1925–1929: Erweiterung des Kraftwerk Rummelsburg in Berlin-Rummelsburg (Kesselhaus), Rummelsburger Landstraße 2–12
- 1926: Umformwerk Koppenplatz an der Berliner Auguststraße 56/57
- 1926–1927: Netzstation am Arnimplatz für die Berliner Elektrizitätswerke AG[6]
- 1926–28: Wohnhaus und Bewag-Schalthaus Richardstraße in Berlin-Neukölln, Richardstraße 20–21
- 1927: Stützpunkt Karlsbad in Berlin-Tiergarten, Am Karlsbad, abgerissen für Germania-Planungen
- 1927–1929: Abspannwerk Scharnhorst in Berlin-Wedding, Sellerstraße 16–26
- 1927–28: BEWAG-Stützpunkt und Umspannwerk Marienburg, Berlin-Prenzlauer Berg, Marienburger Straße 23
- 1928: Gleichrichter- und Umspannwerk am Wasserturm in Berlin-Lichtenberg, Herzbergstraße 111
- 1928: Stützpunkt Zeppelin in Berlin-Wedding, Brüsseler Straße 32
- 1928–1929: Umspannwerk Christiania in Berlin-Gesundbrunnen, Osloer Straße/Prinzenallee[7]
- 1928–1929: Abspannwerk Leibniz in Berlin-Charlottenburg, Leibnizstraße 65[8]
- 1928–1929: Umspannwerk Uklei und Wohnhaus in Berlin-Haselhorst, Am Juliusturm 2–8
- 1928–1929: Umspannwerk Köpenick in Berlin-Köpenick, Lindenstraße 33
- 1930: Gleichrichterwerk Spandau, Breite Straße/Mauerstraße 6
- 1930–31: E-Werk Radickestraße in Treptow-Köpenick, Radickestraße 59 & 61[9]
- 1933: Abspannwerk Oberspree (Schalthaus) in Berlin-Oberschöneweide, Wilhelminenhofstraße 78
- 1935: Haus Adolph in Berlin-Nikolassee